# غوستافو منديز
غوستافو منديز (بالإسبانية: Gustavo Méndez)‏ (مواليد 3 فبراير 1971) هو لاعب كرة قدم. يلعب مع منتخب الأوروغواي لكرة القدم. سبق له أن لعب في كأس العالم لكرة القدم مع منتخب بلاده.

## روابط خارجية
- غوستافو منديز على موقع الاتحاد الدولي (مؤرشف)  (الإنجليزية)
- غوستافو منديز على موقع قاعدة بيانات كرة القدم.إي يو (الإنجليزية)
- غوستافو منديز على موقع ناشيونال فوتبول تيمز (الإنجليزية)
- غوستافو منديز على موقع Soccerway.com (الإنجليزية)
- غوستافو منديز على موقع عالم كرة القدم.نت (الإنجليزية)